# Euxoa venosus
Euxoa venosus là một loài bướm đêm trong họ Noctuidae.